# Институт исследований современной немецкой истории и общества имени Герда Буцериуса
Институт исследований современной немецкой истории и общества имени Герда Буцериуса (англ. Bucerius Institute for Research of Contemporary German History and Society) — академический институт при Хайфском университете. Создан в 2001 году фондом ZEIT-Stiftung и его председателем, профессором Манфредом Ланштейном. Носит имя Герда Буцериуса. Институт занимается исследованием социальных и исторических проблем современной Германии. Основателем и первым директором института былa профессор Ифат Вайс. С 2008 года директором Института является доктор Амос Моррис-Рейх.

## Исследования
Институт финансирует исследования по современной истории и социальным, культурным и политическим реалиям Германии и активно работает, содействуя расширению осведомленности и понимания современной Германии среди академического сообщества. Кроме того, Институт способствует интенсификации академического обмена между Германией, Европой и Израилем.
Тематическoe и методологическoe различие тем в исследовательских программах Института за последнее десятилетие включает в себя исследования по вопросам идентичности, миграции, интеграции, мультикультурности, гражданствa и либерализма, «рас», визуальной истории и истории науки в немецких, израильских и европейском контекстах. Институт стремится в своих исследованиях к привлечению различных дисциплинарных тематик и методологий, исторических периодов и географических контекстов, выдвигая на первый план различные аспекты современной немецкой и еврейской истории, которые могут выявить сложные проблемы запутанной истории современной Германии.
Институт стал важным источником информации о конкретных событиях в послевоенной Германии и Европе в целом. Результаты научных изысканий университета регулярно используются студентами и учеными Университета Хайфы, а также обычными людьми.

## Научная и общественная деятельность
Институт ежегодно организует конференции, семинары и лекции приглашенных специалистов, среди которых, к примеру, были лекции на тему «Опыт квир-идентичностей в Третьем Рейхе и Холокосте» и «Концепции „расы“ в гуманитарных науках», имея дело с широким спектром тем в областях, представляющих несомненный научный интерес и способствующих организации последующих научных дискуссий. Кроме того, во время этих мероприятий в институте, были прочитаны лекции выдающимися немецкими общественными деятелями, такими как Рита Зюссмут, Йозеф Йоффе и Вольф Бирман.
Время от времени Институт организует специальные мероприятия, например, кинофестивали и музыкальные шоу, которые привлекают широкую аудиторию за пределами университета. В 2007 году институт принял участие в организации кинофестиваля DEFA / GDR, посвященного «немецкому кино за железным занавесом», а в 2008 году, состоялась премьера музыкальной драмы под названием «Миф и Истинная жизнь Марлен Дитрих».

## Стипендии и академический обмен
Институт Буцериус имеет активную программу обмен студентов магистратуры и докторантуры, предоставляя им гранты и стипендии. Под эгидой Института было прочитано множество лекций, авторами которых были ведущие ученые. Институт вносит свой вклад в исследования современной Германии, проводимые в Израиле, и в сотрудничество с учеными Израиля и других стран.
Партнерами Институтa являются ряд международных научно-исследовательских учреждений, таких как Институт Лео Бека, Германо-Израильский фонд (GIF) по научным исследованиям и развитию, Институт еврейской истории и культуры имени Симона Дубнова, Гамбургский институт социальных исследований, Институт истории немецких евреев, Исследовательская группа «Дидактика Биологии» из университета Йены, различныe немецкие фонды в Израиле, а также другие академическиe институты Германии и Израиля.

## Публикации
В марте 2005 года Институт опубликовал «Память и Амнезия: Холокост в Германии», под редакцией Гилада Маргалит и Ифат Вайс (на иврите). Это издание представляет собой результат еженедельных семинаров, организованныx Институтом Буцериуса в 2001/2002 гг. при участии ведущих исследователей Холокоста в Израиле, Германии, Европе и Соединенных Штатах. Семинары использовали историографию, наработки в области художественной литературы и кинематографии, чтобы проанализировать основные нарративы жертв, преступников и очевидцев в работах, посвященных истории Холокоста.
Помимо этого, некоторые из публикаций конференции «Европа и Израиль: что дальше?», касаемо вопросов «реэмиграции», были включены в « Ежегодник Институтa Лео Бека 2004». Кроме того, Институт опубликовал результаты своей конференции «Смертельныe Соседи» в одном из номеров журнала «Mittelweg 36. Журнал Гамбургского института социальных исследований».
Среди других публикаций института можно также упомянуть большое количество публикаций ассоциированных членов Института o текущей истории Германии и отношениях между евреями и неевреями в Германии, Европе и Израиле.